# Владимир Шипчић
Владимир Владо Шипчић (Мала Црна Гора, код Жабљака, 12. мај 1924 — околина Пљеваља, 29. јул 1957) био је српски четнички командант, који је остао упамћен као последњи преостали активни четник из Другог светског рата. Шипчићеву четничку групу су ликвидирале јединице државне безбедности ФНРЈ јула 1957. у околини Пљеваља. Тада је имала само седам чланова.

## Биографија
Рођен 12. маја 1924. године на Дурмитору у селу Мала Црна Гора, које је у то вријеме припадало Плужинама, гдјe и данас живе Шипчићи, који воде поријекло од малешевског великог војводе из 13. вијека. Владо је имао четири брата — Михајла, Жарка, Симу, Радоја и сестру Видосаву.
Његов отац Митар Шипчић је био учесник свих ратова 1912-1918 за ослобођење српског народа од османлијских, аустро-угарских и бугарских завојевача, као и стварање прве јужнословенске државе на Балкану.
Када су Њемачка и Италија заједно са својим савезницима 6. априла 1941. напали Краљевину Југославију, Владо Шипчић није оклијевао већ се исти дан пријавио добровољно у касарну, у Пљевљима, био је припадник брдске пјешадије и био је у то вријеме распоређен око Фоче.
Владо је прво ступио у партизане и учествовао је у Тринаестојулском устанку, који је подигнут средином јула 1941. када су квислиншке снаге у Црној Гори прогласиле независност под италијанским патронатом. Тада се подигао устанак, који је допринео да се скоро читава Црна Гора ослободи од окупатора, али само на кратко, јер је већ у августу 1941. окупаторима стигло велико појачање. Владо је пре рата гајио симпатије према комунизму али се убрзо разочарао и одлучио да их напусти.
У Херцеговини гдје су у то вријеме страдали многи Срби од усташке руке, дигнут је устанак. Како на Дурмитору и околини након слома устанка у то време још није било великих сукоба, те је Владо Шипчић са другим Дурмиторцима, крајем августа прешао у источну Херцеговину, и приступио четницима, у батаљон којим је командовао Спасоје Дакић, не би ли зауставио геноцид над Србима.
Партизани су успјели у зиму 1941/42. године да створе боље организоване оружане снаге и тада је у Црној Гори почела прва фаза социјалне револуције, а одмах потом и друга фаза у љето 1942. када су очекивали да ће им доћи Црвена армија у помоћ. Тако су се на својим територијама чинили злочине, сурово се обрачунавали са политичким неистомишљеницима, између осталих и са Владовим рођацима. (види Лијева скретања) Ово је изазвало да се народ окрене против партизана и пружи подршку четницима који су се удружили са Италијанима и јуна 1942. протјерали партизане из цијеле Црне Горе.
Владов отац, Митар Шипчић је убијен септембра 1943. године на Жабљаку, и бачен у јаму названу „пасје гробље” када су партизани искористили капитулацију Италије да се врате у Црну Гору. Једног јутра, у праскозорје, упадају партизани у кућу Митра Шипчића, вежу на спавању Митра и његовог брата Драга и одведе их са собом на Жабљак. У затвору су Шипчићи, уз друге партизанима нелојалне Србе, били мучени од стране комуниста и на крају одређени за стријељање као „великосрпски хегемонисти“. Отац је стријељан, а стриц је погинуо у покушају бјекства. Владо је том приликом успио да утекне од комунистичког метка и да се одметне у шуму гдје је провео наредних 14 година борећи се, већином као герилац у неравноправној борби.
Владо Шипчић је са 17 година био један од најбољих и најмлађи бораца Фочанске четничке бригаде. Током рата је бранио српски народ од усташа на тромеђи Србије, Црне Горе и Босне. Његови подвизи су били легендарни у том крају. Крај рата је дочекао као већ прекаљени борац и подофицир ЈВуО. Зарекао се да се неће никада предати партизанима, као што су урадили многи четници, након хапшења Драже Михаиловића марта 1946. године. Владо је наставио да се бори, заједно са Божом Бјелицом и Српком Меденицом. Њих тројица су, на челу посљедњих група четничких бораца, ликвидирали бројне чланове Комунистичке партије.
Божо и Српко су због издаје погинули 1951. године, а Владо је потом сам наставио борбу. Није успио да освети Српка Меденицу, али је зато казнио Стоју Голубић, љубавницу Божа Бјелице, која је Божа предала комунистима. Убијена је метком усред чела на једном народном сабору у источној Босни, ово је било понижење за Народну милицију и власти су организовали велику потрагу за њим. Бројне потјере је и након тога комунистички режим организовао за Владом Шипчићем али без успјеха. Владова сналажљивост, познавање терена али и подршка локалног становништва га је увјек спашавало од сигурне смрти.
Владо је по неким верзијама убијен у планини, а по другима је убијен на жељезничкој станици 29. јула 1957. док је са својом вереницом Аном покушавао наводно да побегне из Југославије у Француску. Званична смрт никад није потврђена па се у његовом крају вјерује да је можда успио побјећи па чак и да је можда још увјек жив.
Постоји неколико песама које су посвећене Шипчићу.

## Скок у Дрину
УДБА је организовала велику потјеру за Шипчићем, а откривена је и пећина у којој се скривао након што га је рођак одао. Удбаши су опколили скровиште са свих страна, у размени ватре је страдало неколико удбаша и четника, а сам Владо је успео да се извуче скочивши у Дрину са велике висине, овај догађај је фотографијом овековечио један припадник Удбе који је носио фотоапарат, а запрепашћени Удбаши су веровали да је сигурно погинуо. Рођака који га је одао је поштедео захваљујући мајци Вемији која га је заклела да се не свети.

## 90-те године
Његов рођак Радоје Шипчић, 1984. године је објавио књигу „Последњи краљев војник у отаџбини“, у којој је описао узбудљив живот и борбу Владимира Владе Шипчића. Поред тога, борба и правдољубивост Владе Шипчића описана је у више књига, те је стављено под знак питања да ли је Влада заиста погинуо 1957 године, пошто не постоје јасни докази за то.
2003. године МУП Црне Горе је дозволио јавности делимично отварање строго чуваног тајног досијеа „Владимир Шипчић“.